# Инкебаев, Амангельди
Амангельди Инкебаев — советский хозяйственный, государственный и политический деятель, Герой Социалистического Труда.

## Биография
Родился в 1941 году в Акмолинской области. Член КПСС.
С 1960 года — на хозяйственной, общественной и политической работе. В 1960—2001 гг. — тракторист совхоза «Терсаканский» Кийминского района Тургайской области Казахской ССР.
Указом Президиума Верховного Совета СССР от 13 декабря 1972 года присвоено звание Героя Социалистического Труда с вручением ордена Ленина и золотой медали «Серп и Молот».
Жил в Казахстане.

## Награды и звания
- Герой Социалистического Труда (13.12.1972)
- орден Ленина (13.12.1972)
- орден Октябрьской Революции (24.12.1976)
- орден Трудового Красного Знамени (23.06.1966)
- орден Дружбы народов (22.02.1982)